# Bergente

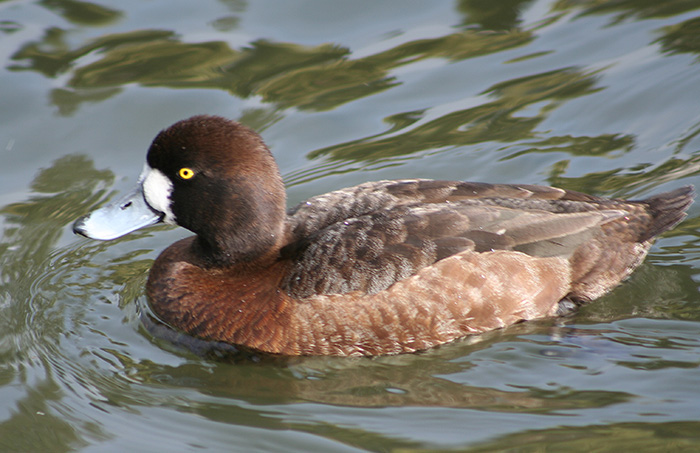
Weibchen mit der charakteristischen weißen Binde an der Schnabelwurzel

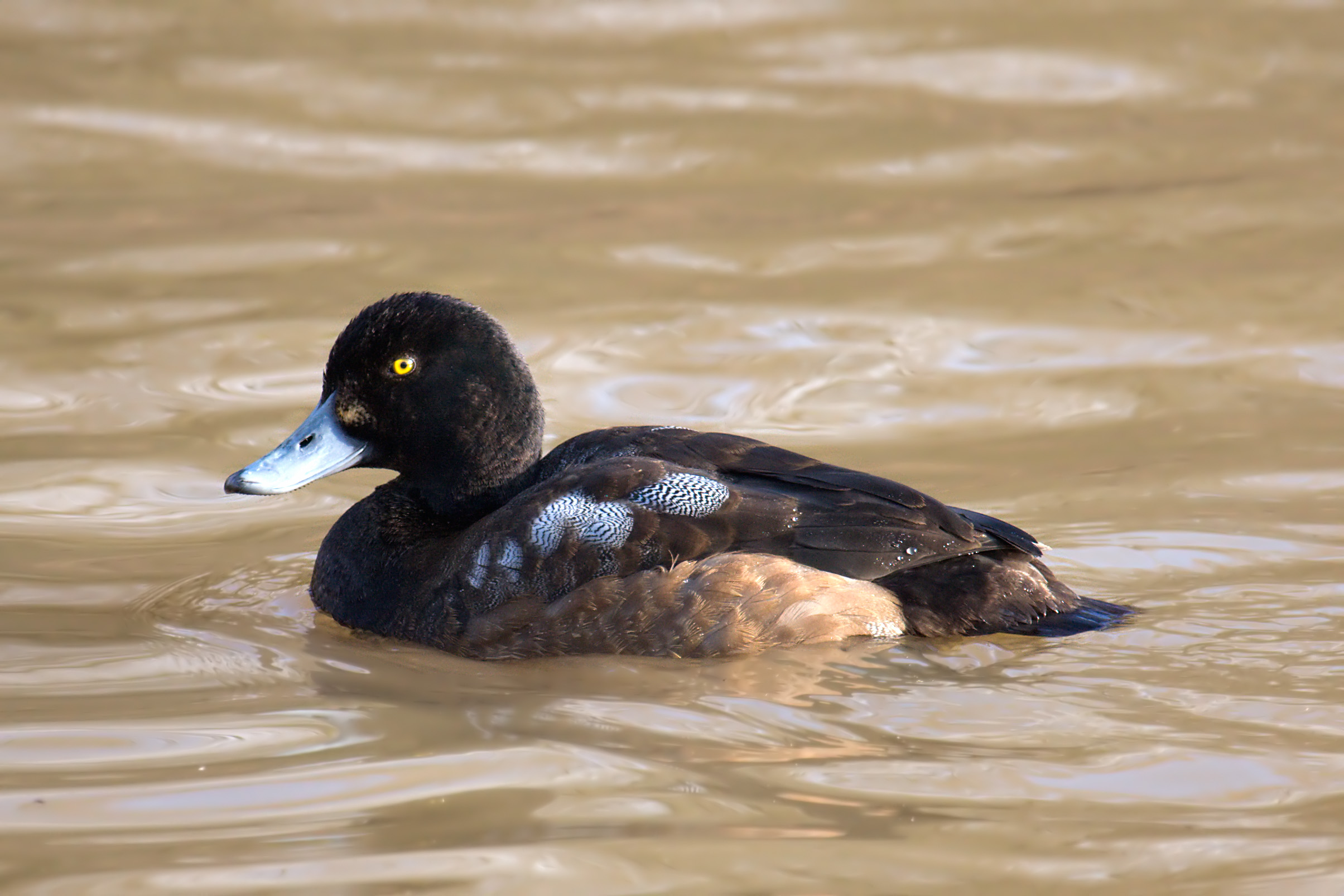
Vorjähriges Männchen, das ins Prachtkleid mausert

Die Bergente (Aythya marila) ist eine Ente aus der Tribus der Tauchenten, die in den beiden Unterarten A. m. marila und A. m. nearctica vorkommt. Sie ist nahezu zirkumpolar in der Nadelwaldzone und teilweise auch in der subarktischen Strauchtundra vertreten und damit das nördliche Pendant zur altweltlichen Reiherente und der neuweltlichen Kanadabergente.
In Mitteleuropa ist die Bergente nur ein sporadischer beziehungsweise lokaler Brutvogel und Sommergast. Sie ist sehr viel häufiger als Durchzieher und Wintergast im Norden Mitteleuropas zu beobachten. Im Binnenland kommt sie auch in dieser Zeit nur lokal oder vereinzelt vor.

## Merkmale

### Merkmale ausgewachsener Bergenten
Bergenten sind mittelgroße Tauchenten. Sie erreichen ausgewachsen eine Körperlänge von 40 bis 51 Zentimetern. Sie wiegen im Schnitt knapp 1,2 Kilogramm.
Bergentenerpel ähneln Reiherentenerpeln, haben jedoch keinen Federschopf und einen grauen Rücken. Das Kopfgefieder glänzt leicht grün. Bei einigen Individuen kann dieser Schimmer sogar violett wirken. Die Aufteilung der Körperfärbung – schwarzer Hals und schwarze Brust, weiße Seiten und dunkler Schwanz – gleicht der der Reiherente. Auffälligster Unterschied zur Reiherente ist der im vorderen Bereich hell silbergraufarbige Rücken. Zum Schwanz hin wird er zunehmend dunkelgrau. Der Schnabel ist von einem hellen Bleigrau. Im Ruhekleid ähnelt das Männchen dem Weibchen weitgehend.
Das Weibchen ist braun und hat eine große Blesse an der Schnabelwurzel. Es ähnelt in seinem gesamten Körperkleid dem Weibchen der Reiherente. Das verlässlichste Unterscheidungsmerkmal zur Reiherente ist eine weiße Binde, die die Schnabelwurzel umgibt und meist viel größer ist, als es bei weiblichen Reiherenten vorkommt. Sie ist bei einzelnen Individuen jedoch auch nur als ein schmaler weißer Saum ausgebildet und tritt in ähnlicher schmaler Form auch bei einigen Reiherentenweibchen auf. Aber Bergentenweibchen sind auf dem Rücken grauer als Reiherentenweibchen, außerdem haben sie keinen Schopf. Im Flug ist ein breiter weißer Flügelstreif zu erkennen. Bergenten sind nur sehr selten an Land zu beobachten.
Der Mauserverlauf ist ähnlich wie bei der Reiherente. Die ausgewachsenen Weibchen wechseln ihr Körpergefieder etwa im März. Die Mauser der Schwingenfedern erfolgt in der Mitte des Sommers beziehungsweise im Spätsommer. Die Schwanzfedern werden im Zeitraum April bis September durchgemausert. Ein teilweiser Wechsel des Körpergefieders erfolgt im August bis November. Beim Männchen verläuft die Mauser später. Der Wechsel ins Ruhekleid beginnt gegen Ende Mai und endet gewöhnlich Anfang Juli. Die Schwingenfedern werden fast gleichzeitig abgeworfen, so dass sie in der Zeit Juni bis September für etwa drei bis vier Wochen flugunfähig sind.
Die Stimme der Bergenten ist fast nur zur Balzzeit zu hören. Das Männchen ruft in dieser Zeit ein sehr leises und nasales weiar oder schneller wik-wik-wiu. Zu den Lauten während der Balzzeit gehört auch ein leises, gurrendes kuku.

### Merkmale der Küken und Jungvögel
Ähnlich wie bei der Reiherente sind auch die Küken der Bergente überwiegend schwarzbraun. Bei einigen Küken finden sich gelbbraune Flecken an den Flügeln und den Körperseiten. Die Brust und der Bauch sind cremefarben bis gelblich. Die Oberbrust ist rotbraun. Die Kehle ist gleichfalls gelblich. Im Gesicht haben sie einen diffusen, dunklen Augenzügel.
Bei frisch geschlüpften Küken ist die Iris graublau. Der Oberschnabel ist schwarzbraun mit einem braunen Nagel. Der Unterschnabel ist fleischfarben. Die Beine, Füße und Schwimmhäute sind dunkelgrau. Bei heranwachsenden Bergenten verändert die Iris ihre Farbe zu einem Gelb. Diese Umfärbung ist abgeschlossen, kurz bevor die Jungenten flügge werden. Der Schnabel ist zu diesem Zeitpunkt graublau. Jungvögel haben ein Federkleid, das den Weibchen weitgehend gleicht. Bei ihnen ist der weiße Ring an der Schnabelbasis jedoch immer nur gering ausgebildet, außerdem sind bei ihnen die Wangen, der Vorderhals und die Halsseiten blasser. Das vollständige Federkleid ausgewachsener Bergenten zeigen die Jungvögel erst im zweiten Lebensjahr.

### Verwechslungsmöglichkeiten mit anderen Entenvögeln

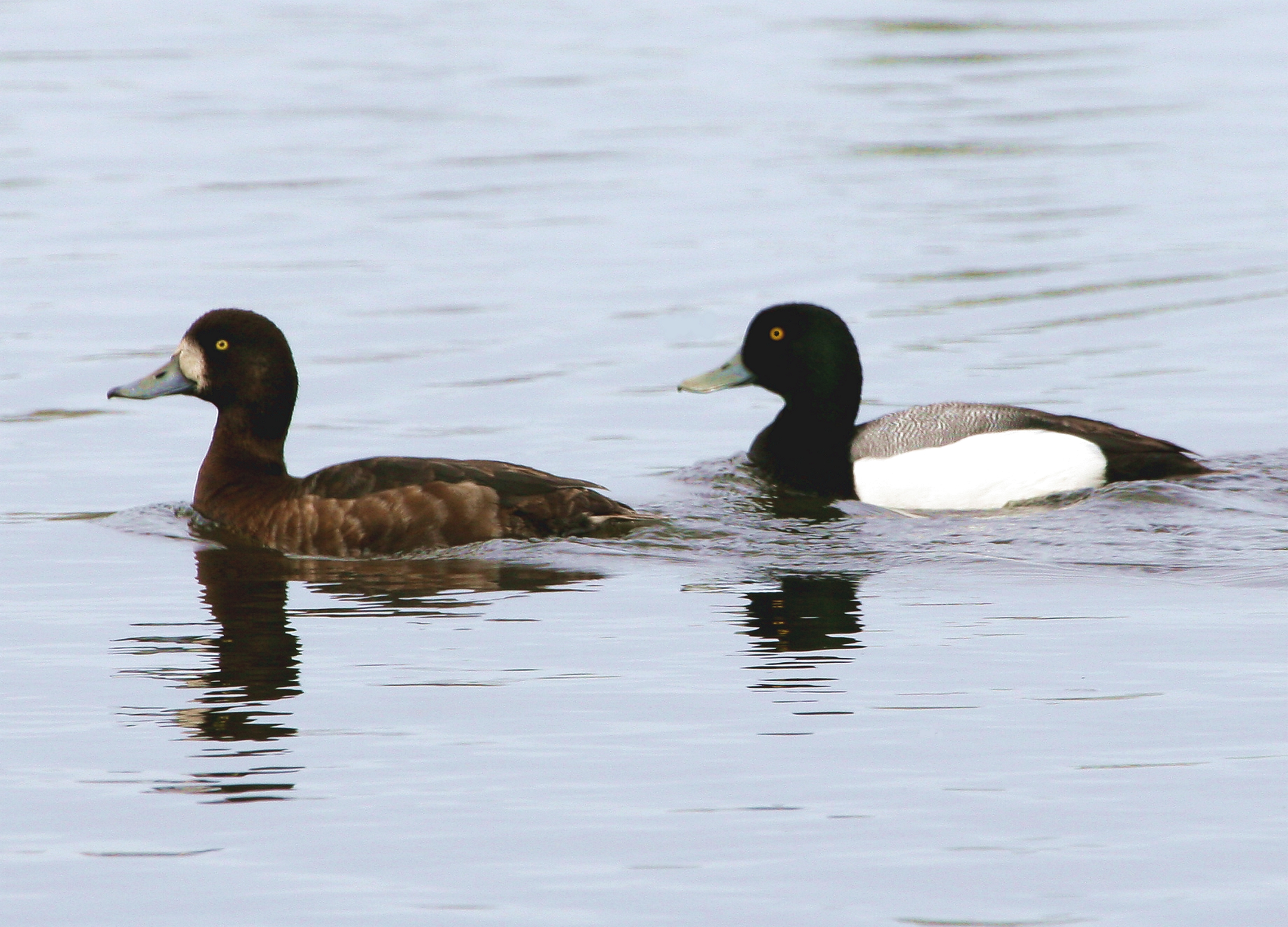
Bergentenpaar

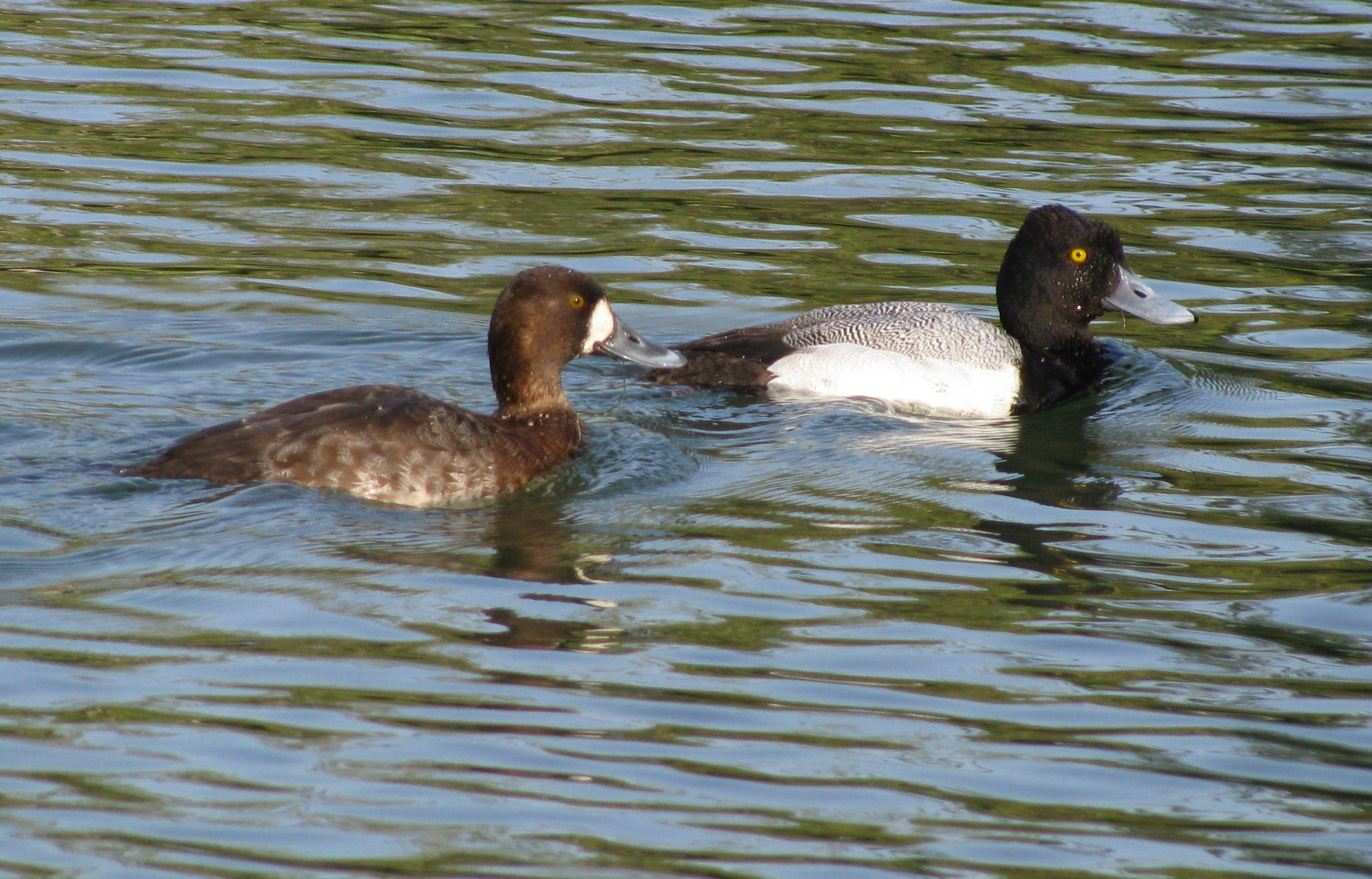
Kanadabergentenpaar

Die Bergente weist eine hohe Ähnlichkeit mit der Reiherente und der nordamerikanischen Kanadabergente auf. Die Reiherente ist kleiner, im Körperbau weniger massig und hat einen mehr gerundeten Rücken. Bei einer schwimmenden Bergente ist der Rücken dagegen überwiegend flach. Reiherenten liegen außerdem im Wasser höher auf. Wesentliches Unterscheidungsmerkmal ist der schwarze Rücken der Reiherente, was bei Feldbeobachtungen jedoch nicht immer sicher zu erkennen ist.
Besonders groß ist die Verwechslungsmöglichkeit zwischen Bergente und Kanadabergente, da diese Arten ein nahezu identisches Körpergefieder haben. Das Brutgebiet dieser beiden Arten überlappt sich in Alaska und Nordkanada. Sie nutzen außerdem ähnliche Überwinterungsgebiete an der Küste Nordamerikas. Zu den Unterscheidungsmerkmalen gehört, dass die feine dunkle Strichelung bei der Kanadabergente etwas intensiver ist, so dass ihr Rückengefieder insgesamt etwas dunkler wirkt. Ihre Flanken sind außerdem grauer. Das große Problem, diese beiden Arten sicher zu unterscheiden, erschwert insbesondere die Angabe von Bestandszahlen für diese Art.

## Verbreitung

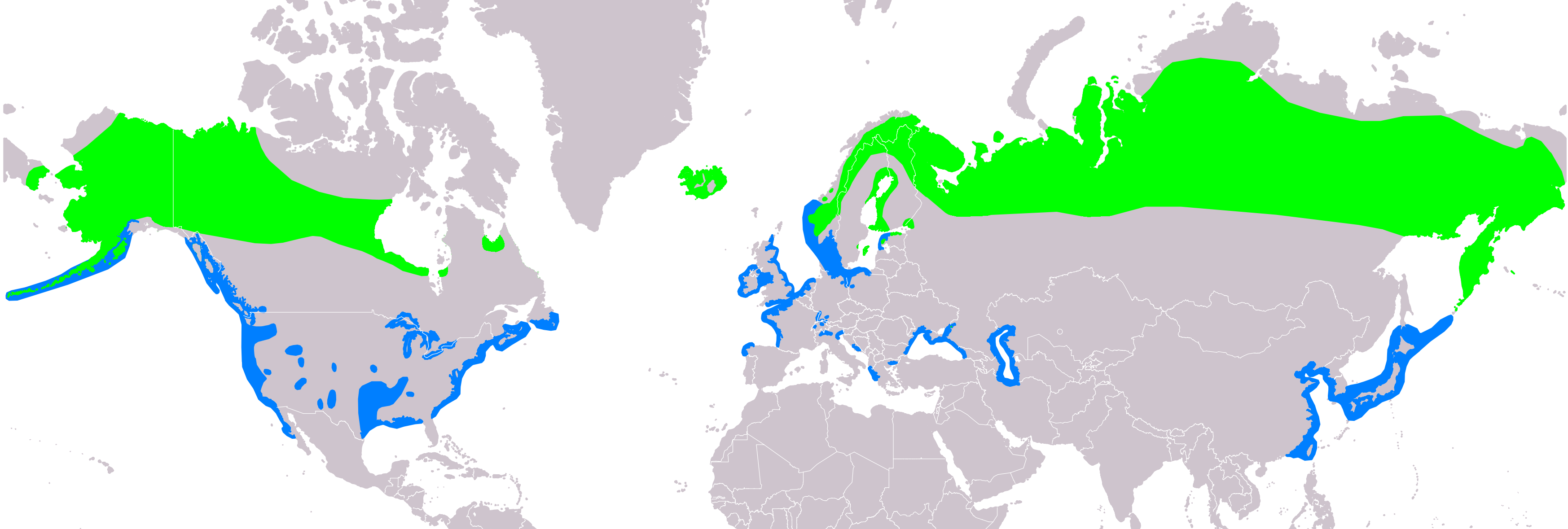
Verbreitungsgebiet

Bergenten sind im Norden zirkumpolar verbreitet. Die Brutgebiete der Unterart A. m. marila erstrecken sich von Skandinavien bis zur Lena in Sibirien. Der Rest Sibiriens und ganz Nordamerika werden von der etwas kleineren Unterart A. m. nearctica besiedelt. Das geschlossene Brutareal erstreckt sich von Island über die Hebriden und den äußersten Norden Schottlands bis nach Skandinavien, Norwegen, Finnland und Lappland. Von Murmansk und der Weißmeerküste erstreckt sich das Brutgebiet bis nach Nordsibirien. Bergenten brüten auch auf der Halbinsel Sachalin.
In seltenen Fällen findet man Bruten auch in Mitteleuropa, etwa in Schleswig-Holstein, in den USA mindestens bis nach Ortenville, Minnesota. Dort sind am 12. April 1948 vier Tiere beobachtet worden, wie sie sieben Leopardenfrösche vertilgten.
Zur Überwinterung verlassen die Bergenten ihre Brutreviere. Einige wenige Bergenten überwintern im Südwesten von Island und in Südalaska. Die übrige Population verbringt den Winter jedoch an den milderen Küsten im Osten und Westen. So zählen zu den europäischen Hauptüberwinterungsquartieren der Südwesten der Ostsee, die Nordseeküste, die Küstengewässer von Südnorwegen, Großbritannien und Irland sowie der Nordwesten Frankreichs. Brutvögel aus Sibirien überwintern zum Teil an der nördlichen und westlichen Küste des Schwarzmeergebietes und in der Kaspisenke. Die Bergenten halten sich dann bevorzugt in seichten Meerengen oder Buchten auf. Hauptkriterium für die Auswahl des Winterquartiers ist ein ausreichendes Futterangebot. So überwintern im Firth of Forth sehr viele Bergenten, da es hier zahlreiche Miesmuscheln gibt. Die nordamerikanischen Populationen überwintern an der Küste des Pazifiks und des Atlantiks sowie am Mississippi und Missouri. In Asien finden sich Überwinterungsquartiere an den Küsten von Korea und China sowie Taiwan. Etwa 170.000 Bergenten finden sich im Winter an den Küsten von Japan ein.
Durchziehende Bergenten sind in Mitteleuropa ab September zu beobachten. Der Rückzug aus den Winterquartieren beginnt in milden Wintern bereits ab Februar, ansonsten Mitte März. Im Ostseebereich ist der Höhepunkt des Rückzuges im April. An ihren nördlichsten Brutplätzen treffen Reiherenten erst ab Mitte Mai ein.

## Lebensraum und Lebensweise
Während des Sommers leben Bergenten an Seen und Teichen in der Tundra und Waldtundra. Zu ihrem Verbreitungsgebiet gehören auch subalpine Gewässer und Hochmoore. Die Wintermonate verbringen die Tiere entlang der Meeresküsten der gemäßigten Breiten. Sie präferieren dabei geschützte ruhige Abschnitte der Küste und halten sich häufig auch in Flussmündungen auf. Dort, wo sie im Binnenland überwintern, ziehen sie stehende Gewässer Fließgewässern vor.
Bergenten brüten am Wasser auf dem Boden. Die Brut beginnt im Mai, endet im Juli und beträgt je nach Unterart 24 bis 25 oder 28 Tage. Die Jungen werden nach etwa 50 Tagen flügge.

## Nahrung
Bergenten ernähren sich vor allem von tierischer Nahrung, insbesondere von Muscheln, Schnecken und Fröschen, in geringerem Maße aber auch von Samen, Sprossen und Blättern von Wasserpflanzen. Pflanzliche Nahrung wird insbesondere im Frühjahr und Sommer verzehrt. Samen spielen dabei eine größere Rolle in ihrer Ernährung als Blätter und Sprossen. Dunenjunge fressen vor allem tierische Kost. Sie fangen Insekten mit dem Schnabel oder nehmen sie von der Wasseroberfläche auf.

## Fortpflanzung

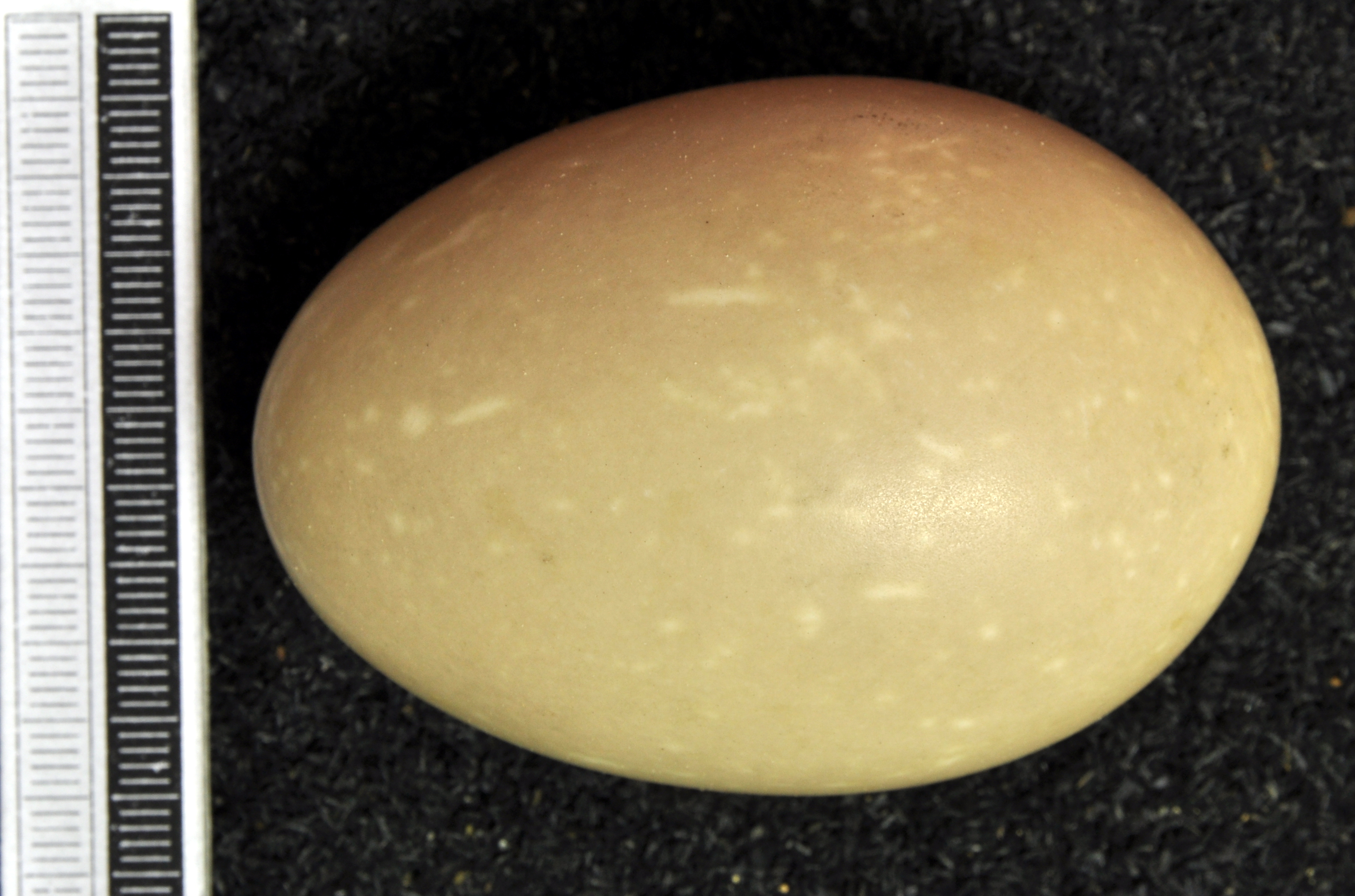
Ei, Sammlung Museum Wiesbaden

Bergenten beginnen mit ihrer Balz bereits im Winterquartier. Der Höhepunkt der Balz wird jedoch erst erreicht, wenn die Tiere wieder ins Brutgebiet zurückgekehrt sind. Dort findet auch für den größten Teil der Population die Paarbildung statt. Die Rückkehr ins Brutgebiet erfolgt ab Mitte April. Die Mehrzahl der Population trifft jedoch erst Anfang Mai dort ein.
Die ähnlichen Reiherenten brüten bevorzugt an Gewässern in offenen Sumpf- oder Tundralandschaften. Die Nester werden im Uferbereich gebaut und stehen meist in den Seggen- und Binsenbeständen. Bergenten dagegen bevorzugen eine Brut auf Inseln und brüten dann auch kolonienartig dicht. In einigen Regionen ihres Brutgebietes finden sich ihre Nester in Möwen- und Seeschwalbenkolonien. Bergenten ziehen jährlich nur ein Gelege groß.
Ein einzelnes Gelege besteht in der Regel aus sechs bis neun Eiern. Sie sind von hellbrauner bis olivgrauer Farbe und langoval mit einer Größe von 63,2 × 43,5 Millimetern. Die Weibchen beginnen mit der Eiablage im südlichen Brutgebiet ab Ende Mai. Höher im Norden ist der Brutbeginn ab Anfang Juni. Es brütet allein das Weibchen. Die Erpel verbleiben bis in die zweite Bruthälfte in der Nähe des Nestes und verbringen mit dem Weibchen auch die Zeit, in der es das Nest verlässt, um Nahrung aufzunehmen. Die Dunenjungen schlüpfen nach einer Zeitdauer von 26 bis 28 Tagen. Sie sind nach fünf bis sechs Wochen flügge.

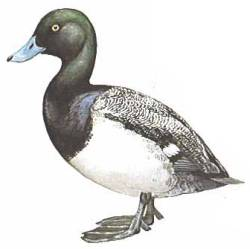
Zeichnung einer Bergente

## Bestand
In Nordwesteuropa überwintern insgesamt etwa 310.000 Bergenten. Die Überwinterungspopulation am Schwarzen Meer, am Kaspischen Meer und im Mittelmeer wird auf etwa 200.000 Bergenten geschätzt. Die nordamerikanische Population, die wegen der Verwechslungsmöglichkeit mit der Kanadabergente nur sehr schwer exakt zu bestimmen ist, wird mit etwa 750.000 Bergenten angenommen. Hinzu kommen etwa 200.000 und 400.000 Bergenten, die ihr Brutgebiet im Norden Ostasiens haben.
Langfristige Bestandsveränderungen sind bei den europäischen Brutpopulationen kaum zu erkennen. Zu größeren Verlusten kommt es durch Ertrinken in Fischernetzen – ein Problem, das vor allem im IJsselmeer auftritt. Ölverschmutzungen stellen für diese Art eine weitere Gefahr dar. Die Konzentration der Bergenten auf einige wenige große Rast- und Winterplätze ist ebenfalls kritisch zu sehen, da es sich bei diesen Regionen um oft gesetzlich nicht geschützte Standorte handelt und diese Entenart bejagt wird. In Deutschland ist die Bergente als eine Verantwortungsart innerhalb der Nationalen Strategie der Bundesregierung zur biologischen Vielfalt eingestuft. Durch das Bundesjagdgesetz ist die Jagdzeit vom 1. Oktober bis 15. Januar festgesetzt. Bergenten sind mit Ausnahme von Bayern, Bremen, Sachsen und Sachsen-Anhalt bundesweit ganzjährig geschont. In der Schweiz und Österreich zählt die Bergente nicht zu den jagdbaren Entenarten.

## Eponym
Der Asteroid (8438) Marila des inneren Hauptgürtels ist nach Aythya marila benannt.